# Slow Pieces for Aki: Piano Solo
Slow Pieces for Aki: Piano Solo ist ein Soloalbum des Pianisten Alexander von Schlippenbach. Die am 4. und 5. November 2019 in Zürich entstandenen Aufnahmen erschienen am 16. Oktober 2020 auf Intakt Records.

## Hintergrund
Der Pianist Alexander von Schlippenbach hatte, obwohl als Avantgardist bekannt, auch die traditionelleren Klänge von Thelonious Monk und Jelly Roll Morton untersucht und sich mit seinen Solo-Piano-Unternehmungen, die bei Intakt Records erschienen, erneut mit Monk (Schlippenbach Plays Monk, 2012) befasst. Slow Pieces for Aki: Piano Solo wurde von Schlippenbachs Lebenspartnerin, der Pianistin Aki Takase, angestoßen, die die Notwendigkeit von Geschwindigkeit, Lautstärke und Intensität im Bereich der freien Improvisation in Frage stellte. Von Schlippenbach beantwortet ihre Frage mit 21 kurzen Melodien – von etwas mehr als einer Minute bis etwas mehr als vier Minuten, zehn davon sind Improvisationen. Der Pianist spielte nach einjähriger Vorbereitungszeit im November 2019 auf Einladung von Radio SRF 2 Kultur zwei Tage in einem Zürcher Studio; der Fokus seiner Aufnahmen lag auf langsamen Stücken, gewidmet seiner Frau Aki Takase.

## Titelliste
- Alexander von Schlippenbach: Slow Pieces for Aki (Intakt Records CD 346)[2]

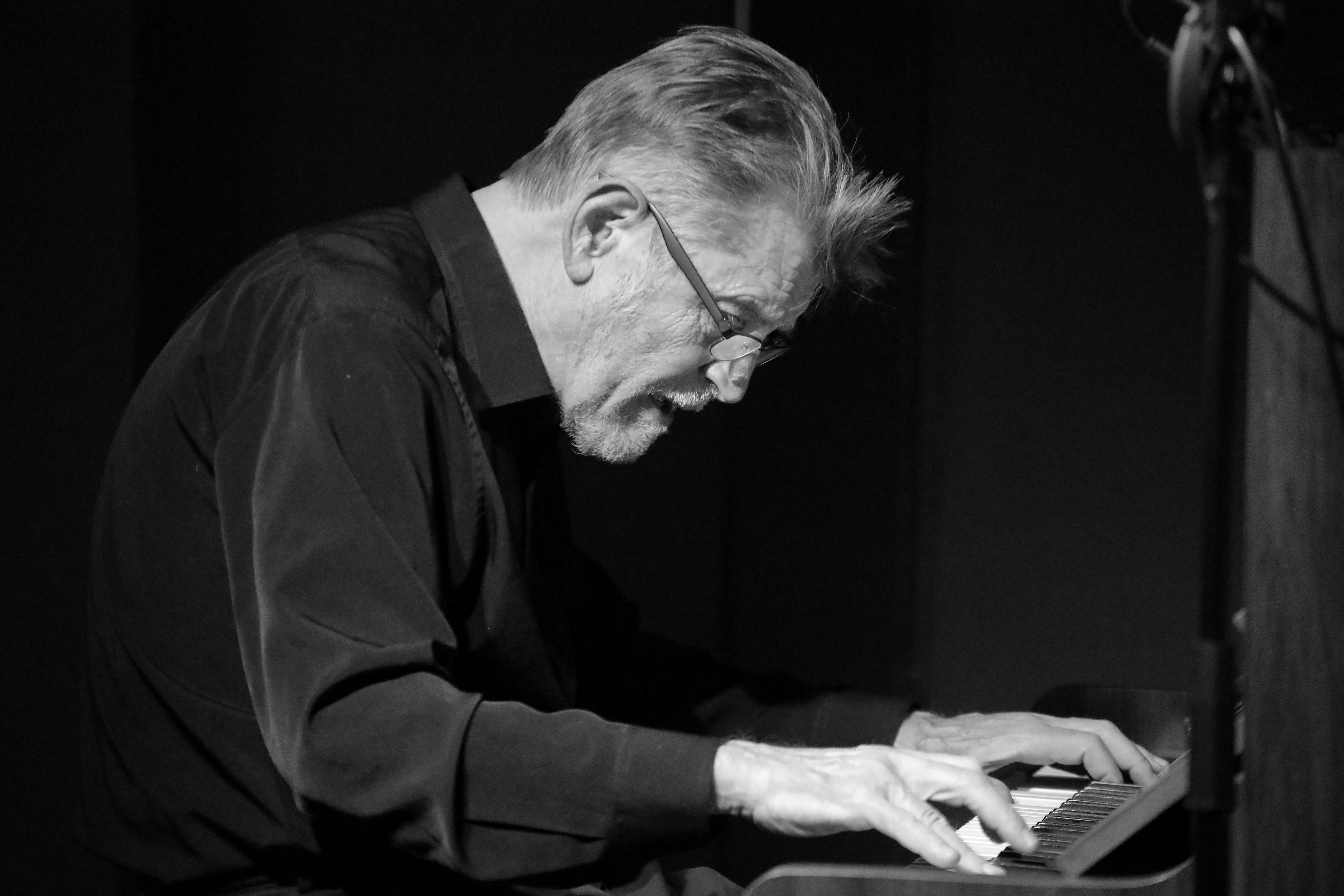
Alexander von Schlippenbach bei einem Konzert im club W71, Weikersheim (2019)

1. Haru No Yuki (Frühling Im Schnee) 	2:49
2. Improvisation I 	2:15
3. Torso 	4:28
4. Improvisation II 	1:46
5. Improvisation III 	1:27
6. Tell You 	2:36
7. Improvisation IV 	2:18
8. Cleo 	4:40
9. Improvisation V 	3:01
10. Naniga Nandemo 	2:46
11. Improvisation V 	1:59
12. A-Blues 	1:49
13. Blues B 	2:31
14. Improvisation VII 	1:14
15. I Told You 	3:34
16. Improvisation VIII 	1:26
17. Improvisation IX 	2:21
18. Dydo 	2:11
19. Improvisation X 	1:13
20. Frage Nicht 	2:41
21. Zycado 	2:42

Alle Kompositionen stammen von Alexander von Schlippenbach.

## Rezeption
Bert Noglik schrieb in den Liner Notes des Albums, bei langsamen Stücken, kurzen Stücken und Kompositionen, bei denen jede einzelne Note ein Höchstmaß an Aufmerksamkeit erfordert, wechsle die Virtuosität von den rein technischen zu den eigentlichen Tönen und vermeide alle Irrelevanzen. Es sei nicht nur Jazz und Neue Musik, notierte Noglik, die von weitem auftauchen, sondern auch klassische und romantische Musik, die sich immer in der Persönlichkeit, dem Leben und der Spielerfahrung von Alexander von Schlippenbach widerspiegle. „Aus meiner subjektiven Sicht, wage ich vorzuschlagen, gibt es eine gewisse ernsthafte Lyrik. Langsam, voller Leidenschaft und voller Hingabe an die Musik.“
Nach Ansicht von John MCClenaghan, der das Album in All About Jazz rezensierte, sei Solo-Pianospiel stets eine besondere Herausforderung. Jeder Jazzpianist, der sein Salz wert ist, habe dies getan, Art Tatum, Cecil Taylor, Jessica Williams, Keith Jarrett, Fred Hersch und andere hätten es geschafft, alleine an der Tastatur zu spielen. Man solle dieser Liste von Solostars Alexander von Schlippenbach hinzufügen, so McCleneghan, der über 60 Jahre Erfahrung im Erzeugen überzeugender Klänge hat, für seine beiden Twelve Tone Tales-Sets [2006] und für seine feierliche klangliche Verführung von Slow Pieces for Aki: Piano Solo.
Nach Ansicht von Hans-Jürgen Linke (Frankfurter Rundschau) sind es die klar formulierten initialen Einfälle, die den Reiz der Aufnahme ausmachen; es sei dieser tastende, aber nie suchende Gestus der Durchführungsarbeit, die diskret beharrlichen, variierenden Akkord-Findungen und -Wiederkehren, die Sorgsamkeit in der Anschlagskultur, die Strenge und Ökonomie der Erzählweise bei einem von scheinbar keiner äußerlichen Regel begrenzten Tonvorrat, die dieser Musik Schlippenbachs eine eigentümliche Transzendenz verleihen.